# Kota Bharu
Kota Bharu (eller Kota Baharu, jawi:كوت بهارو) er en by i det nordøstlige Malaysia, som er den administrative hovedby i delstaten Kelantan. Befolkningstallet var 251.801 ved folketællingen i 2000. Byen er også hovedby i et distrikt (jajahan) af samme navn som byen. Navnet betyder 'ny stad' eller 'nyt slot/fort' på malajisk. Kota Bharu ligger på den nordøstlige side af Malakkahalvøen og ligger nær Kelantanflodens munding på koordinaterne6°8′N 102°15′Ø / 6.133°N 102.250°Ø. 
Byen ligger tæt ved den thailandske grænse og rummer mange moskeer. Værd at nævne er også, at der mange forskellige museer og unik arkitektur i det gamle kongepalads (som stadig bebos af sultanen og sultanaen, og er privat område) og de tidligere kongelige bygninger (som er åbne for besøgende) i byens centrum.
Ti kilometer fra Kota Bharu ligger stedet, hvor den japanske invasion af Malakkahalvøen blev indledt under 2. verdenskrig. Invasionen førte til sidst til den britiske kapitulation efter slaget om Singapore.

## Galleri
- Klokketårnet i Kota Bharu
- Jalan Temenggong, Kota Bharu
- Sultan Ismail Petra Arch, Kota Bharu